# Miguel Bossio (periodista)
Miguel Bossio (Rufino, Provincia de Santa Fe; 17 de febrero de 1968) es un periodista, escritor y presentador de televisión argentino. Actualmente forma parte de Telefe, en el noticiero nocturno Telefe Noticias.

## Biografía
Durante 18 años, Miguel se desempeñó como periodista deportivo en la redacción del prestigioso diario Clarín, donde dejó una marca indeleble con su dedicación y pasión por el deporte.
En el año 2011, Miguel incursionó en el mundo de la televisión, donde encontró una nueva plataforma para expresar su talento y compartir información con el público. Su habilidad para comunicar de manera clara y apasionada lo llevó a ser parte del equipo de la señal de noticias TN, donde contribuyó con su experiencia y profesionalismo. En 2014 llegó a Telefe y desde entonces se desempeña en este canal como columnista de Deportes de Telefe Noticias y como conductor de Staff de Noticias, el noticiero de la medianoche.